# Gehlsbach
Gehlsbach è un comune del Meclemburgo-Pomerania Anteriore, in Germania.
Appartiene al circondario (Kreis) di Ludwigslust-Parchim (targa PCH) ed è parte della comunità amministrativa (Amt) di Eldenburg Lübz.
È stato istituito il 1º gennaio 2014 dall'unione dei comuni di Karbow-Vietlübbe e Wahlstorf.